# Townsend Whelen
Townsend Whelen: Filadelfia, 6 de mayo de 1877 al 23 de diciembre de 1961. Apodado "Townie" por sus amigos, fue un cazador norteamericano, soldado y escritor

## Biografía
Whelen fue un coronel del Ejército de los Estados Unidos y también un escritor prolífico en temas de armas y caza. Llegó a escribir más de dos mil artículos en revistas relacionadas durante su carrera como editor y contribuyendo en Sports Afield, American Rifleman, Field and Stream, Outdoor Life, Guns & Ammo.  Fue También autor de Sugerencias para el Militar Carabinero, El Rifle Americano, Miras Telescópicas para Rifle, El Rifle de Caza, Caza Mayor (del que fue editor), Armería para Amateur, y Por qué no Recargar uno mismo.
Whelen también empezó su autobiografía, Mr. Rifleman, que fue concluida y publicada por un familiar suyo después de su merte.  Whelen Editó y escribió la introducción para  WDM Bell "de autobiografía de Bell de África".
Reconocido como experto tirador, Whelen era capaz de acertar a un blanco del tamaño de una persona a 200 yardas con un M1903 Springfield  Calibre .30-06 Springfield rifle de servicio, con miras abiertas, acertando seis tiros en diez segundos.
Pero la gran pasión de Townsend Whelen  fue la caza y el mundo salvaje, emprendiendo expediciones a diferentes zonas de América del norte y América del sur, viviendo de la tierra, cazando y explorando.

## Desarrollo de nuevos cartuchos
El coronel Whelen experimentó con el .30-06 Springfield cuando estuvo a cargo del Arsenal Frankford a inicio de los años 20, trabajando con el encargado del taller de maquinaria James Howe, quién más tarde formaría la armería Griffin & Howe, asesorado por Whelen para modificar el casquillo del .30-06 para alojar balas de diferentes calibres.
Se especula que el .35 Whelen, que es el resultado de holgar el cuello del casquillo del .30-06 Springfield para alojar un proyectil calibre .358", fue también desarrollado por el Coronel en conjunto con Howe. Sin embargo, es posible que Howe lo haya nombrado en honor a Whelen.

## Cartuchos
- .25 Whelen
- .35 Whelen
- .375 Whelen
- .400 Whelen

## Cuotas
- "Solo los rifles precisos son interesante".
- "El .30-06 nunca es una mala elección".